# Mélytorok: A Watergate-sztori
A Mélytorok: A Watergate-sztori (eredeti cím: Mark Felt: The Man Who Brought Down the White House) 2017-es amerikai életrajzi thriller, amelyet Peter Landesman írt és rendezett. A főszereplők Liam Neeson, Diane Lane, Tony Goldwyn és Maika Monroe.
A film forgatása 2016. május 2-án kezdődött Atlantában. Bemutatója a Torontói Nemzetközi Filmfesztiválon volt 2017. szeptember 8-án. A mozikban a The Sony Pictures Classics jelentette meg szeptember 29-én. Magyarországon DVD-n jelent meg 2018 áprilisában.

## Cselekmény
Mark Felt története, aki a „Mélytorok” álnéven segítette a két újságíró, Bob Woodward és Carl Bernstein munkáját, hogy feltárják az 1974-es Watergate-botrány részleteit.
Mark Feltet végül elítélték, mert engedély nélkül utasított arra ügynököket, hogy hatoljanak be a „Weather Ungerground” tagjaihoz. Ronald Reagan elnöki kegyelemben részesítette őt. 1984-ben Audrey Felt romló egészsége miatt öngyilkosságot követett el. Mark Felt lányával és unokáival töltötte élete utolsó éveit, 2008. december 18-án halt meg. Három évvel korábban, 2005-ben Mark Felt beismerte a Vanity Fair Magazinnak, hogy ő volt a Washington Post „Mélytorok” névre hallgató forrása. Ma az amerikai történelem egyik legjelentősebb informátoraként tartják számon.

## Szereplők
| Színész              | Szerep | Magyar hang   |
| -------------------- | --- | ------------- |
| Liam Neeson          | Mark Felt; Audrey férje és Joan apja, FBI-ügynök, aki Mélytorok álnéven segített a Watergate-botrány leleplezésében                                | Csernák János |
| Diane Lane           | Audrey Felt; Mark felesége és Joan anyja. Ragyogó és nyugtalan feleség, aki osztozik Mark veszélyes dilemmájában a Fehér Ház Watergate-botrányáról | Détár Enikő   |
| Tony Goldwyn         | Ed Miller, Pat férje és az FBI Intel vezetője | Mertz Tibor   |
| Maika Monroe         | Joan Felt, Mark és Audrey lánya | Czető Zsanett |
| Kate Walsh           | Pat Miller, Ed felesége | Pálfi Kata    |
| Bruce Greenwood      | Sandy Smith, a Time magazin riportere | Kőszegi Ákos  |
| Marton Csokas        | Pat Gray, Felt egyik riválisa az FBI-nál | Seress Zoltán |
| Tom Sizemore         | Bill Sullivan, Felt másik riválisa az FBI-nál | Olt Tamás     |
| Wendi McLendon-Covey | Carol Tschudy, Felt titkára | Spilák Klára  |
| Julian Morris        | Bob Woodward, a Washington Post újságírója, aki Carl Bernsteinnel együtt dolgozott, hogy bemutassák a Watergate-ügyleteket                         | Fehér Tibor   |
| Ike Barinholtz       | Angelo Lano, a kutatás vezetője | Posta Victor  |
| Michael C. Hall      | John Dean, a kétségbeesett Watergate-építész, aki megállítja a Washington Post szivárogtatását                                                     | Csőre Gábor   |
| Josh Lucas           | Charlie Bates, FBI-ügynök és őrmester | Nagy Ervin    |